# رزیدنت ایول (مجموعه‌فیلم)
رزیدنت اِویل یک سری فیلم سینمایی در ژانر اکشن ترسناک است که برداشتی آزاد، از مجموعه بازی‌های ویدئویی رزیدنت ایول است. سری بازی‌های رزیدنت اِویل توسط شرکت کپ‌کام ساخته شده‌است.
در سال ۱۹۹۷ برای نخستین بار، کنستانتین فیلم توسط آلن مک‌الروی و جرج ای. رومرو امتیاز ساخت این فیلم را از شرکت کپ‌کام خریداری کرد. در سال ۲۰۰۱، شرکت سونی حق ساخت این فیلم را برعهده گرفت و پل دبلیو. اس. اندرسون را برای کارگردانی نخستین فیلم از این سری برگزید. کارگردانی فیلم دوم برعهده الکساندر ویت، فیلم سوم راسل مالکای و فیلم چهارم را مجدداً پل اندرسون کارگردانی کرد. پل اندرسون، در دو فیلم دوم و سوم نیز به عنوان تهیه‌کننده و نویسنده مشارکت داشت.

## فیلم‌های پل اندرسون

### رزیدنت ایول
آلیس یکی از نگهبانان درگاه ورودی مقر هایو است. مقر هایو، مقری است که متعلق به شرکت آمبرلا بوده و در آن به شکلی مخفیانه، به انجام آزمایش‌های غیرقانونی پرداخته می‌شود. درجریان یک خیانت، ویروس تی در این مقر منتشر شد. رایانه مرکزی ملکه سرخ که وظیفه تأمین امنیت مقر را برعهده داشت، تمامی این مقر را به همراه کارکنان آن قرنطینه می‌کند. آلیس شخصی است که ضد فعالیت‌های آمبرلا کارکرده و به همراه دوستانش، برای خارج شدن از مقر و رسواسازی آمبرلا تلاش می‌کند. درپایان، آلیس متوجهمی‌شود که نامزد او، بانی این رخداد بیولوژیکی بوده‌است. پس از کشته شدن نامزد آلیس، توسط مخلوق لیکر، آلیس و مت موفق به خروج از مقر می‌شوند و در این زمان توسط مأموران آمبرلا دستگیر می‌شوند.

### رزیدنت ایول: موعود
شهر راکون توسط شیوع ویروس تی دچار طغیان می‌گردد. شهروندان شهر با ابتلا به ویروس تی به زامبی تبدیل شدند. جیل ولنتاین مجدداً وارد اداره پلیس شهر راکون شده و به همکاری با پلیس برای خارج کردن شهروندان سالم از شهر می‌پردازد. در این بین آلیس از آزمایشگاه فرار کرده و وارد شهر می‌شود. پژوهشگران شرکت آمبرلا با فعال کردن نمسیس، قصد دارند تا تمامی اعضای باقی‌مانده گروه استارز را از سر راه بردارند. جیل ولنتاین نیز در این گروه عصو می‌باشد. سرانجام، آلیس با جیل ولنتاین و سایر شهروندان همراه شده و به آن‌ها برای خروج از شهر کمک می‌کند. آلیس پس از آن که موفق شد از شهر راکون فرار کند توسط مأموران آمبرلا دستگیر شده و مورد آزمایش قرار می‌گیرد. پس از مدتی آلیس موفق به فرار از آزمایشگاه می‌شود و با کمک جیل ولنتاین و کارلوس اولیویرا از ان محوطه فرار کرد.

### رزیدنت ایول: انقراض
ویروس تی در بیشتر شهرها و کشورهای جهان شیوع یافته و جمعیت زیادی در سرتاسر دنیا به زامبی تبدیل شدند. آلیس که موفق به فرار از شهر راکون شده بود، در فکر یافتن مکانی بود که وبروس تی به آنجا نرسیده باشد. پس از مدتی او با کاروانی از بازماندگان مواجه می‌شود. رهبر این کاروان کلر ردفیلد و کارلوس اولیویرا هستند که مأموریت دارند، بازماندگان را به مکانی امن منتقل کنند. آلیس پس از مواجهه با این کاروان، به آن‌ها برای یافتن مکانی امن کمک می‌کند. او متوجه می‌شود که آلاسکا هنوز به ویروس تی دچار نشده‌است. او در نهایت به کاروان کمک کرده تا به آلاسکا منتقل شوند اما خود وارد آزمایشگاه آمبرلا شده تا انتقام خود را از آن بگیرد. سرانجام او موفق می‌شود دکتر سم آیساکس را که اینک به یک هیولا تبدیل شده بود نابود کند.

### رزیدنت ایول: زندگی پس از مرگ
آلیس با تعدادی از همسانان خود (که در فیلم سوم ساخته بود) به مرکز فرماندهی آمبرلا حمله می‌کند و پس از تلاش برای کشتن آلبرت وسکر، وسکر از دست او فرار می‌کند. در ادامه آلیس به شهر آرکیدیا می‌رود آنجا را خالی از سکنه می‌بیند اما همراه قدیمی خود یعنی کلر ردفیلد را پیدا می‌کند آن‌ها به لوس آنجلس می‌روند و با گروهی بازمانده آشنا می‌شوند که کریس ردفیلد برادر کلر در بین آنهاست. آلیس پی می‌برد که آرکیدیا شهر نیست بلکه کشتیی است که در نزدیکی ساختمان بازماندگان قرار گرفته‌است. آن‌ها با کشتی می‌روند اما کشتی یک حقه برای بدام انداختن آن‌ها بود. در پایان آلیس وسکر را می‌کشد و برای دنیا پیغام می‌فرستد. فیلم با حرکت چندین هواپیمای بزرگ آمبرلا که فرمانده آن‌ها جیل ولنتاین است به کشتی تمام می‌شود.
این فیلم، به شکل فیلم سه بعدی ساخته شده‌است.

### رزیدنت ایول: قصاص
این فیلم مستقیماً و در ادامهٔ نسخه قبلی، رزیدنت ایول: زندگی پس از مرگ است و از جایی شروع می‌شود که فیلم قبلی تمام شد (با حمله چندین هواپیمای بزرگ شرکت آمبرلا به کشتی). در این فیلم «آلیس» (میلا یوویچ) به همراه چند نفر دیگر و شرکت آمبرلا در مقابل زامبی‌ها که تمام دنیا را گرفته‌اند، می‌جنگد…

### رزیدنت ایول: قسمت پایانی
داستان فیلم سه هفته پس از اتفاقات قسمت چهارم رخ می‌دهد که طی آن وسکر (شاون رابرتز) توانسته بود آلیس (میلا یوویچ) و گروهش را فریب دهد. حال آلیس که یک اَبَرانسان محسوب می‌شود، می‌بایست تلاش کند تا شرکت آمبرلا را نابود کند تا بتواند نسل بشریت را نجات دهد و زمین را به جای بهتری برای زیستن تبدیل کند. البته او در این راه سخت مجبور می‌شود با رفقای قدیمی اش همراه شود چراکه در میانه را می‌بایست کلی زامبی را از بین ببرد و …

## آینده این سری
پل اندرسون و جرمی بولت اعلام کردند که نسخه پنجم از سری فیلم‌های رزیدنت ایول با نام «رزیدنت ایول: مجازات» در راه است. اندرسون اعلام کرد که شاید لیان اس کندی در نسخه پنجم حضور داشته باشد. میلا یوویچ، الی لارتر، ونتورت میلر و سیه نا گیلری نیز در نسخه پنجم حضور خواهند داشت.

## بازیگران
| آلیس              | میلا یوویچ   | میلا یوویچ   | میلا یوویچ   | میلا یوویچ  |  |  |  |  |
| مت ادیشون/نمسیس   | اریک میبیس   | [مت تیلور]]  |              |             |  |  |  |  |
| رین اکامپو        | میشل رودریگز |              |              |             |  |  |  |  |
| جیمز «یک» شید     | کالین سالمون |              |              |             |  |  |  |  |
| کارلوس اولیویرا   |              | اودد فهر     | اودد فهر     |             |  |  |  |  |
| ال. جی            |              | مایک اپس     | مایک اپس     |             |  |  |  |  |
| دکتر سم آیساکس    |              | ایان گلن     | ایان گلن     |             |  |  |  |  |
| جیل ولنتاین       |              | سیه‌نا گیلری  |              | سیه‌نا گیلری |  |  |  |  |
| دکتر چارلز آشفورد |              | جرد هریس     |              |             |  |  |  |  |
| آنجلا آشفورد      |              | سوفی واواسور |              |             |  |  |  |  |
| پیتون ولس         |              | رزاق ادوتی   |              |             |  |  |  |  |
| تیموتی کوین       |              | توماس کرچمان |              |             |  |  |  |  |
| کلر ردفیلد        |              |              | الی لارتر    | الی لارتر   |  |  |  |  |
| کی-مارت           |              |              | اسپنسر لاک   | اسپنسر لاک  |  |  |  |  |
| آلبرت وسکر        |              |              | جیسون اومارا | شان رابرتس  |  |  |  |  |
| پرستار بتی        |              |              | آشانتی       |             |  |  |  |  |
| کریس ردفیلد       |              |              |              | ونتورث میلر |  |  |  |  |
| لاتر وست          |              |              |              | بوریس کوجو  |  |  |  |  |

## بودجه و بازده
| رزیدنت ایول              | مارس ۱۵، ۲۰۰۲    | $۳۳٬۰۰۰٬۰۰۰             | $۴۰٬۱۱۹٬۷۰۹             | $۶۲٬۳۲۱٬۳۶۹             | $۱۰۲٬۴۴۱٬۰۷۸            |
| رزیدنت ایول ۲            | سپتامبر ۱۰، ۲۰۰۴ | $۴۵٬۰۰۰٬۰۰۰             | $۵۱٬۲۰۱٬۴۵۳             | $۷۸٬۱۹۳٬۳۸۲             | $۱۲۹٬۳۹۴٬۸۳۵            |
| رزیدنت ایول ۳            | سپتامبر ۲۱، ۲۰۰۷ | $۴۵٬۰۰۰٬۰۰۰             | $۵۰٬۶۴۸٬۶۷۹             | $۹۷٬۰۶۹٬۱۵۴             | $۱۴۷٬۷۱۷٬۸۳۳            |
| رزیدنت ایول ۴            | سپتامبر ۱۰، ۲۰۱۰ | ۶۰٬۰۰۰٬۰۰۰ میلیون دلار  | ۶۰٬۱۲۸٬۵۶۴ میلیون دلار  | ۲۳۳٬۹۸۵٬۴۴۵ میلیون دلار | ۲۹۴٬۱۱۳٬۹۹۵ میلیون دلار |
| رزیدنت ایول: قصاص        | سپتامبر ۱۴، ۲۰۱۲ | ۴۰٬۰۰۰٬۰۰۰ میلیون دلار  |                         |                         | ۲۴۰٬۱۵۹٬۲۵۵ میلیون دلار |
| رزیدنت ایول: قسمت پایانی | ژانویه ۲۷، ۲۰۱۷  | ۴۰٬۰۰۰٬۰۰۰ میلیون دلار  |                         |                         | ۳۱۲٬۲۰۰٬۰۰۰ میلیون دلار |
| مجموع                    | مجموع            | ۲۸۸٬۰۰۰٬۰۰۰ میلیون دلار | ۲۰۲٬۰۹۸٬۴۰۷ میلیون دلار | ۴۷۱٬۵۶۹٬۳۳۴ میلیون دلار | ۱٬۲۲۶ میلیارد دلار      |